# Lanificio Conte
Il lanificio Conte di Schio è un lanificio italiano, ancora in attività nei nuovi stabilimenti nella zona industriale scledense. L'azienda risulta particolarmente importante per il patrimonio di archeologia industriale rappresentato dagli antichi stabilimenti ubicati nel centro di Schio, infatti è inclusa nel circuito dei Musei Altovicentino. Il Lanificio Conte è anche membro dell'associazione Gli Henokiens.

## Storia
L'azienda laniera prende origine nel 1757 ad opera di Antonio Conte il quale rileva la preesistente piccola attività artigianale di Gian Antonio Donadelli comprensiva degli stabilimenti produttivi ubicati lungo il corso della Roggia Maestra. Antonio intitola l'opificio al padre Giovanni Battista, il quale si dedicava al commercio della lana procurando la materia prima per le aziende.
Fin dai primi anni d'attività il lanificio Conte era in grado di offrire il ciclo completo per la produzione dei tessuti: garzatura, cotonatura, spugna, pressa, tintura, lavaggio, stenditoi (chiodatura). Il lanificio mantenne questa struttura organizzativa sino agli anni del dominio napoleonico ed austriaco.
A partire dal 1863, grazie soprattutto all'impulso derivato dalla attività del lanificio Rossi, il lanificio Conte dà il via ad un importante rinnovamento tecnologico, assumendo nel periodo compreso tra il 1866 ed il 1884, grazie ad importanti ampliamenti, la definitiva conformazione di stabilimento industriale moderno: struttura multipiano in cotto e pietra locale con ossatura in ghisa. È interessante osservare l'intima connessione tra l'opificio e la Roggia Maestra sfruttata per produrre energia elettrica. Il lanificio Conte fu infatti tra i primi in Italia ad avvalersi di questa nuova forma di illuminazione, già dal 1883.
Alla fine dell'Ottocento il lanificio necessita di nuovi spazi produttivi e acquisisce pertanto un palazzo vicino per costruire una nuova filatura e tessitura che sarà realizzata nel 1906 con sviluppo in orizzontale e capannoni a shed. La filatura sarà demolita in concomitanza con i lavori di restauro e ristrutturazione del complesso.
Nel 1929 al corpo principale dello stabilimento viene addossato un nuovo corpo di fabbrica per l'orditura in cemento armato e vetro, sormontato da una grande cisterna per l'acqua. Risale invece alla fine degli anni settanta la demolizione della grande ciminiera in cotto che si elevava dagli stabilimenti.
Nel 1958 fu lanciata una nuova linea di produzione nella città di Prato per la produzione di tele (in lino, cotone e poliestere) per pittura. A metà del 1970, l'azienda divenne il principale fornitore di tele della Città del Vaticano, nonché di istituti di arte e restauro a Roma, Firenze e Venezia. Presto la società divenne indipendente e fu chiamata lanificio Prato.

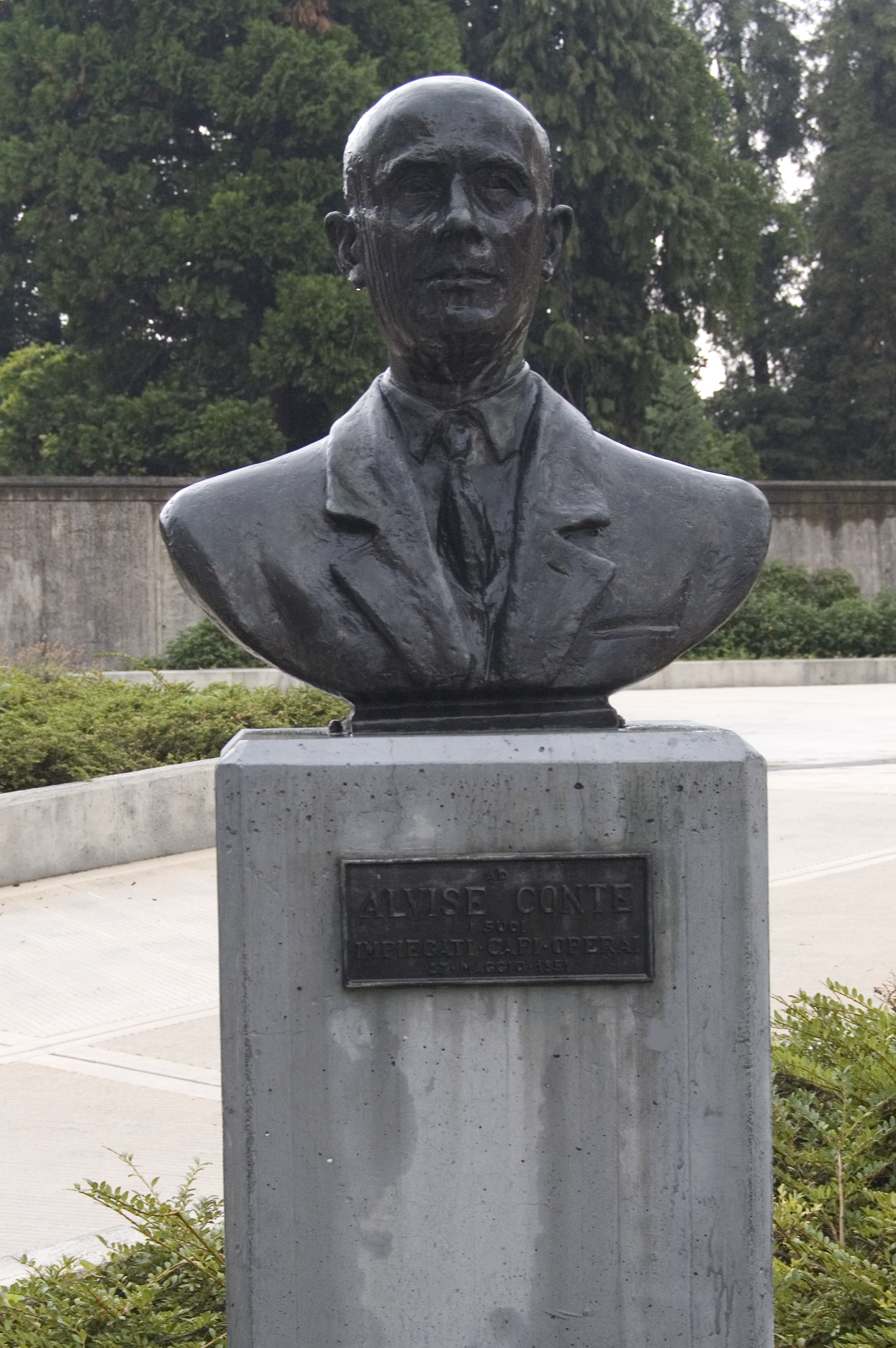
Il busto dedicato ad Alvise Conte

Nel 1998 l'attività del lanificio viene trasferita presso un nuovo stabilimento nella zona industriale di Schio, ancora sotto la guida di esponenti della famiglia Conte; successivamente si è consociata con un'altra azienda tessile, il lanificio Galtes, con l'obiettivo di fornire una gamma completa dei prodotti, mantenendo comunque il marchio storico.
L'area storica del lanificio Conte è stata sottoposta ad un imponente progetto di recupero a partecipazione pubblica e privata: gli edifici ritenuti meno interessanti sono stati demoliti per costruire nuove palazzine ed un supermercato, le strutture più notevoli sono state restaurate e impiegate a scopo espositivo, residenziale, direzionale e commerciale. Un grande spazio libero tra le nuove costruzioni e l'antico opificio ha formato una nuova piazza intitolata ad Alvise Conte (dove è conservato anche un busto bronzeo dello stesso).
Oggi lo stabilimento storico del lanificio Conte conserva:
- la grande mura di cinta, nella quale sono state ricavate varie aperture aggiuntive a servizio dei nuovi edifici
- il più antico corpo di fabbrica a due piani e tetto spiovente - che ospitava gli uffici aziendali e la portineria (ad oggi ancora inutilizzato)
- il corpo di fabbrica principale di quattro piani, ristrutturato e restaurato nel 2007, utilizzato a scopi commerciali al pian terreno, museale/espositivo al primo piano (al suo interno sono anche conservati alcuni macchinari d'epoca utilizzati per la lavorazione della lana), residenziale e direzionale ai piani superiori
- lo stabile per la tessitura del primo novecento con copertura a shed, utilizzata a scopo espositivo e restaurata nel 2013
- villino padronale con parco e chalet del custode

## Descrizione

### Nucleo Ottocentesco
Il più antico nucleo del lanificio si affaccia lungo la via XX Settembre, e si sviluppa parallelamente al tracciato della Roggia Maestra, lungo via Pasubio; esso si presenta come un fabbricato a due piani in pietra locale e con tetto a capanna forato da numerose finestre rettangolari incorniciate da elementi in laterizio. Dal tetto si eleva la caratteristica campana utilizzata un tempo per marcare i turni di lavoro. A fianco l'originale ingresso all'area produttiva che è delimitato da due colonne sormontate da lanterne.

Al termine di questo corpo si sviluppa la porzione ottocentesca, di quattro piani, in cotto e pietra locale, che presenta i tipici elementi degli opifici antichi: colonne in ghisa, finestre contornate da laterizio, davanzali in pietra, rosoni sfogliati sulle pareti quali ancoraggio delle putrelle metalliche. Addossata a questa struttura si nota l'orditura in cemento armato e vetro aggiunta nel 1929 sormontata dalla cisterna per l'acqua (oggi utilizzata come vano per gli impianti di riscaldamento e raffreddamento). 

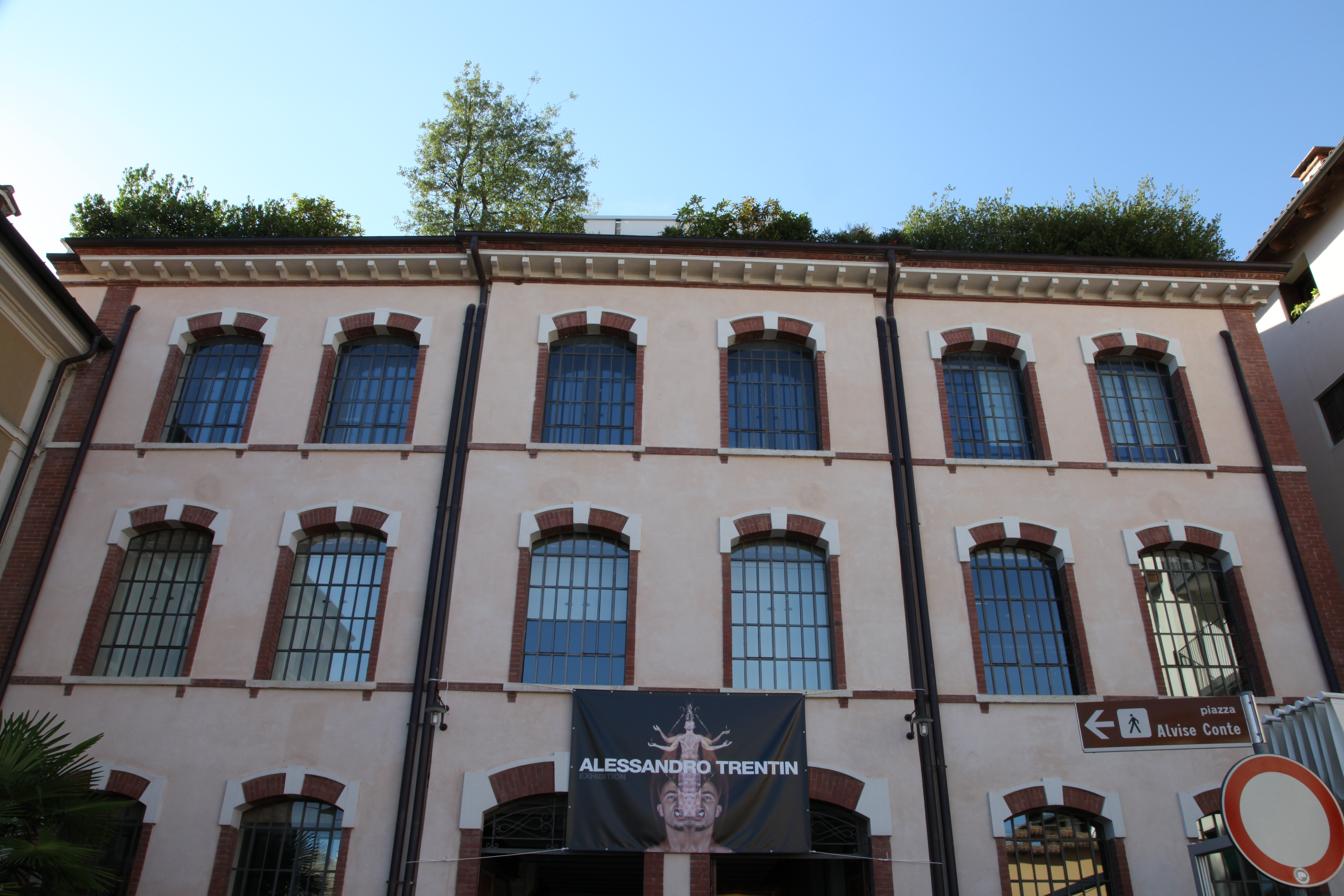
La facciata del 1909 su largo Fusinelle

 Il tronco principale dell'edificio mostra una elegante facciata verso largo Fusinelle costruita nel primo Novecento. Sulla destra si può osservare la impetuosa uscita dagli stabilimenti della Roggia Maestra. Una galleria ricavata durante il restauro degli edifici permette il passaggio all'interno del vecchio stabilimento visionando, tra l'altro, le antiche turbine utilizzate per la produzione di energia idroelettrica, restaurate nel corso del 2019 e visitabili.

### Edificio ashed
Nel 1906 Alvise Conte assume la direzione dell'azienda di famiglia e promuove una nuova crescita sostituendo vecchi fabbricati con moderni edifici. Si demolisce anche il neogotico palazzo Mengotti per costruire una nuova sala tessitura. 

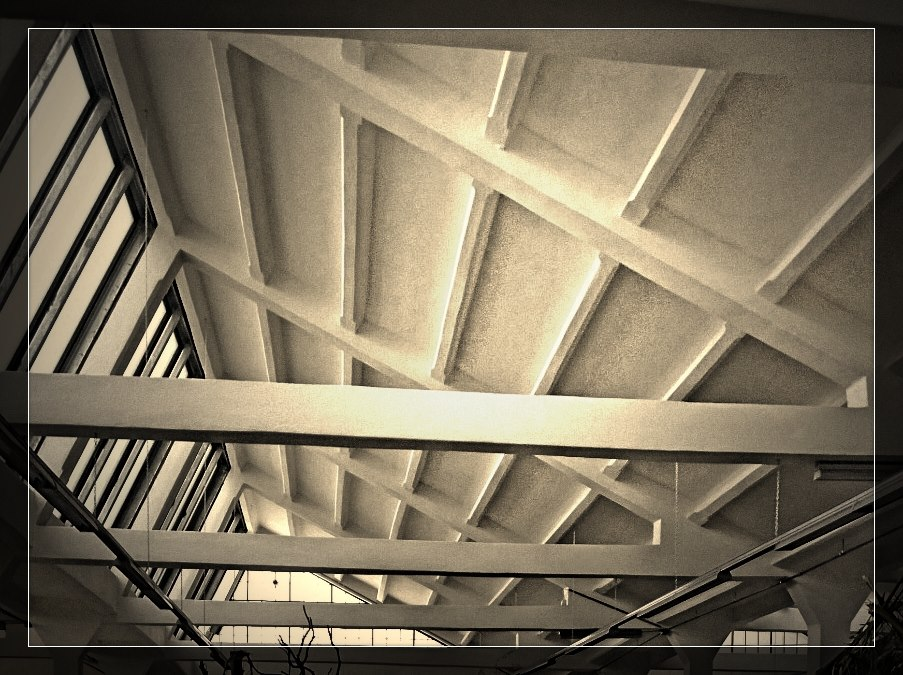
Dettaglio del tetto dello stabilimento a shed

Il nuovo edificio è progettato nel 1906 dall'ingegnere Carlo Letter e realizzato in calcestruzzo armato brevetto Hennebique con copertura a shed, tipologia e materiale assolutamente all'avanguardia per l'epoca. Trattasi di un tipo di copertura particolarmente usato nell'architettura industriale con il quale si riesce ad ottenere un'illuminazione diurna molto uniforme. Il sistema Hennebique viene per la prima volta pubblicizzato in Italia dagli ingegneri Ferrero e Porcheddu, titolari dell'omonimo studio di Torino nel 1894 avendo essi la rappresentanza dei "solai incombustibili Hennebique". Questo nuovo spazio tessitura ha una superficie di ca 1300 m²: le campate perimetrali hanno una copertura in piano mentre la restante parte di tetto presenta una triplice serie di falde in vetro inclinate a dente di sega con orientamento verso nord. Lo spazio interno dell'edificio è intervallato da bianchi pilastri di trenta centimetri che non interrompono il campo visivo. I progetti dell'ingegner Letter sono conservati presso la biblioteca del Politecnico di Torino. Il restauro di questo fabbricato, situato nell'incrocio tra le vie Pasubio e XX Settembre, è stato portato a termine nel 2013.